# Blaž Kavčič
Blaž Kavčič, né le 5 mars 1987 à Ljubljana, est un joueur de tennis slovène, professionnel de 2005 à 2022.
Il devient le meilleur joueur slovène jamais classé à l'ATP quand il fait son entrée dans le top 200 en 2009. Auparavant, Iztok Božič, meilleur joueur slovène des années 1990, a atteint le 197e rang en 1998. Son meilleur classement est une 68e place mais depuis, Grega Žemlja a fait mieux.
Il est membre de l'équipe de Slovénie de Coupe Davis depuis 2006.

## Palmarès
Il remporte son premier match dans un tournoi ATP en 2008 à Pörtschach contre Teimuraz Gabashivili. Début 2010, il se qualifie pour l'Open d'Australie en battant Somdev Devvarman, puis passe un tour à Johannesburg. Il fait son entrée dans le top 100 en mars 2010 mais s'y installe durablement à partir de 2011 grâce à un quart de finale à Chennai. Qualifié à Melbourne, il bat Kevin Anderson au premier tour en quatre sets. Il signe alors plusieurs victoires sur le circuit ATP dont Ernests Gulbis à Roland-Garros et Lleyton Hewitt à Winston-Salem. Il participe aussi à deux autres quarts de finale à Belgrade et à Båstad. Il est aussi quart de finaliste à Zagreb en 2013.
En 2014, il réalise une série de 21 victoires pour une défaite dans des tournois Challenger au mois de juin.
Il réalise sa meilleure performance dans un tournoi du Grand Chelem lors de l'Open d'Australie 2013. Il se débarrasse de Thomaz Bellucci puis vient à bout de James Duckworth (10-8 au 5e set). Il est stoppé par Jo-Wilfried Tsonga. Il réédite un tel parcours lors de l'US Open 2014 grâce à ses victoires sur Donald Young et Jérémy Chardy avant de déclarer forfait pour le troisième tour.
Il a remporté 17 tournois Challenger en simple : Alexandrie et Constanța en 2009, Karchi, Rijeka et Ljubljana en 2010, Banja Luka en 2011 et São Paulo et Fürth en 2012, Bangkok en 2013, Ferghana, Tianjin et Portoroz en 2014, Shenzhen en 2015, Bangkok en 2016, Winnipeg et Granby en 2017 et Shanghai en 2018. Il a également gagné le Challenger de Florianópolis en double en 2012 et celui de Sacramento en 2015. Il a en outre remporté 5 tournois Future dont deux en simple.
Il joue son dernier match professionnel lors de la coupe Davis 2022, en double où il bat en trois sets avec son compatriote Aljaž Bedene, la paire Kenneth Raisma / Mattias Siimar, le 18 septembre 2022 (6-3, 3-6, 6-1).

## Parcours dans les tournois duGrand Chelem

### En simple
| Année | Open d'Australie | Open d'Australie | Internationaux de France | Internationaux de France | Wimbledon       | Wimbledon     | US Open         | US Open         |
| ----- | ---------------- | ---------------- | ------------------------ | ------------------------ | --------------- | ------------- | --------------- | --------------- |
| 2010  | 1er tour (1/64)  | Wayne Odesnik    | 2e tour (1/32)           | Andy Roddick             | 1er tour (1/64) | Łukasz Kubot  | —               | —               |
| 2011  | 2e tour (1/32)   | Mikhail Youzhny  | 2e tour (1/32)           | J. M. del Potro          | 1er tour (1/64) | Tobias Kamke  | 1er tour (1/64) | Ivan Ljubičić   |
| 2012  | 2e tour (1/32)   | J. M. del Potro  | 2e tour (1/32)           | Novak Djokovic           | 1er tour (1/64) | P. Petzschner | 1er tour (1/64) | Flavio Cipolla  |
| 2013  | 3e tour (1/16)   | J.-W. Tsonga     | 2e tour (1/32)           | Andreas Seppi            | 1er tour (1/64) | J.-L. Struff  | —               | —               |
| 2014  | 2e tour (1/32)   | Roger Federer    | —                        | —                        | —               | —             | 3e tour (1/16)  | Forfait         |
| 2015  | 1er tour (1/64)  | James Duckworth  | 1er tour (1/64)          | Lu Yen-hsun              | 2e tour (1/32)  | Gilles Simon  | —               | —               |
| 2016  | —                | —                | —                        | —                        | —               | —             | —               | —               |
| 2017  | —                | —                | —                        | —                        | —               | —             | 1er tour (1/64) | Mikhail Youzhny |
| 2018  | 1er tour (1/64)  | Richard Gasquet  | —                        | —                        | —               | —             | —               | —               |

N.B. : à droite du résultat se trouve le nom de l'ultime adversaire.

### En double
| Année | Open d'Australie | Open d'Australie | Internationaux de France | Internationaux de France | Wimbledon | Wimbledon | US Open                          | US Open                |
| ----- | ---------------- | ---------------- | ------------------------ | ------------------------ | --------- | --------- | -------------------------------- | ---------------------- |
| 2011  | —                | —                | —                        | —                        | —         | —         | 1er tour (1/32) A. Haider-Maurer | N. Almagro M. González |
| 2012  | —                | —                | —                        | —                        | —         | —         | 1er tour (1/32) J. Zopp          | C. Fleming R. Hutchins |

N.B. : le nom du ou de la partenaire se trouve sous le résultat ; le nom des ultimes adversaires se trouve à droite.

## Parcours dans lesMasters 1000
| Année | Indian Wells | Miami              | Monte-Carlo | Madrid | Rome                | Canada | Cincinnati | Shanghai | Paris |
| ----- | ------------ | ------------------ | ----------- | ------ | ------------------- | ------ | ---------- | -------- | ----- |
| 2011  | —            | 1er tour O. Rochus | —           | —      | —                   | —      | —          | —        | —     |
| 2012  | —            | —                  | —           | —      | 1er tour C. Berlocq | —      | —          | —        | —     |
| 2013  | —            | 1er tour T. Kamke  | —           | —      | —                   | —      | —          | —        | —     |

N.B. : sous le résultat se trouve le nom de l’ultime adversaire.